# Miguel Hidalgo

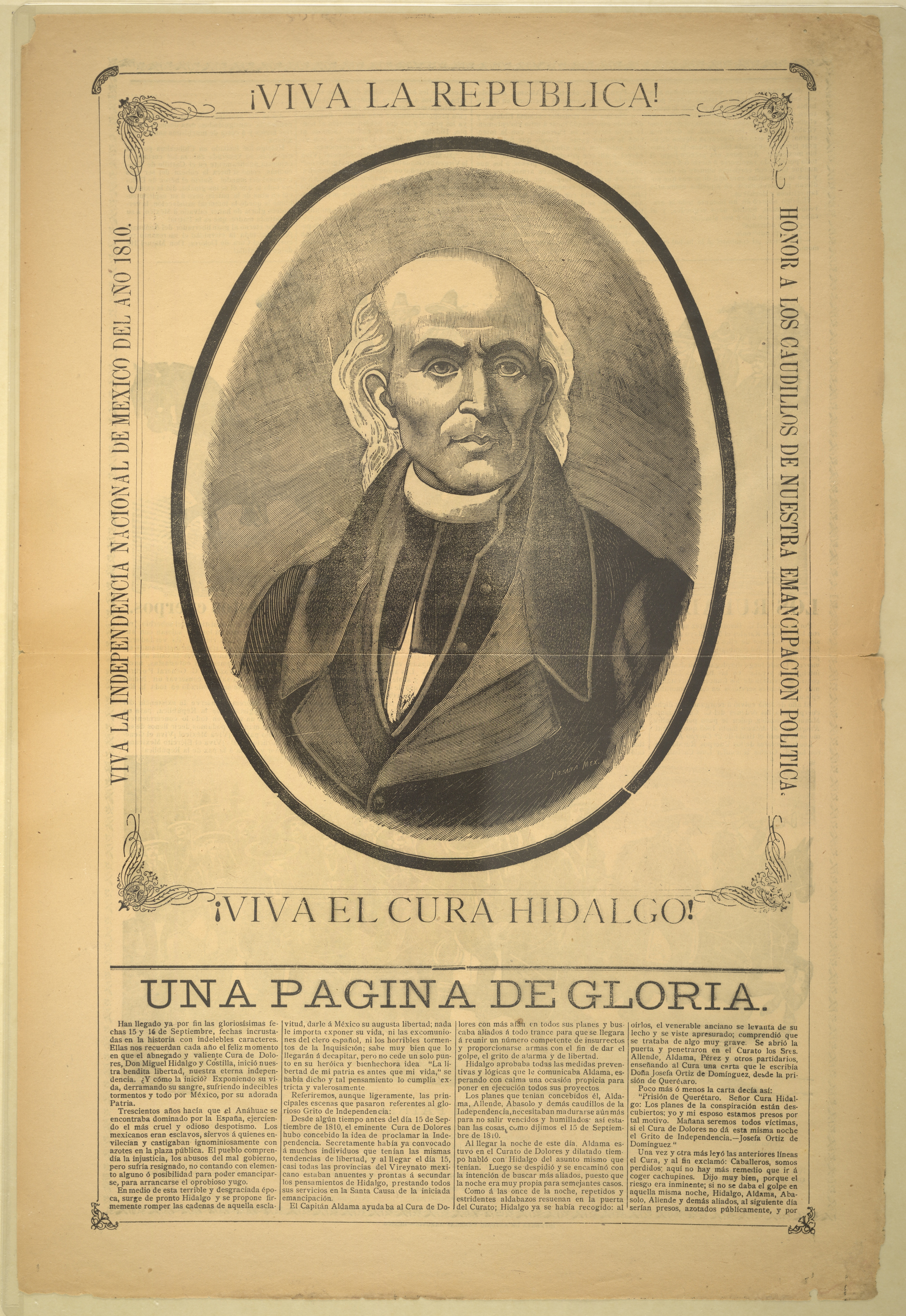
Miguel Hidalgo y Costilla

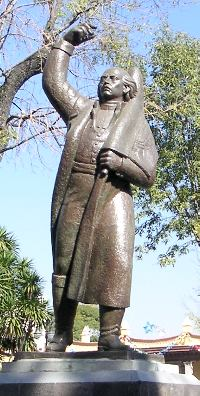
Miguel Hidalgo, Coyoacán

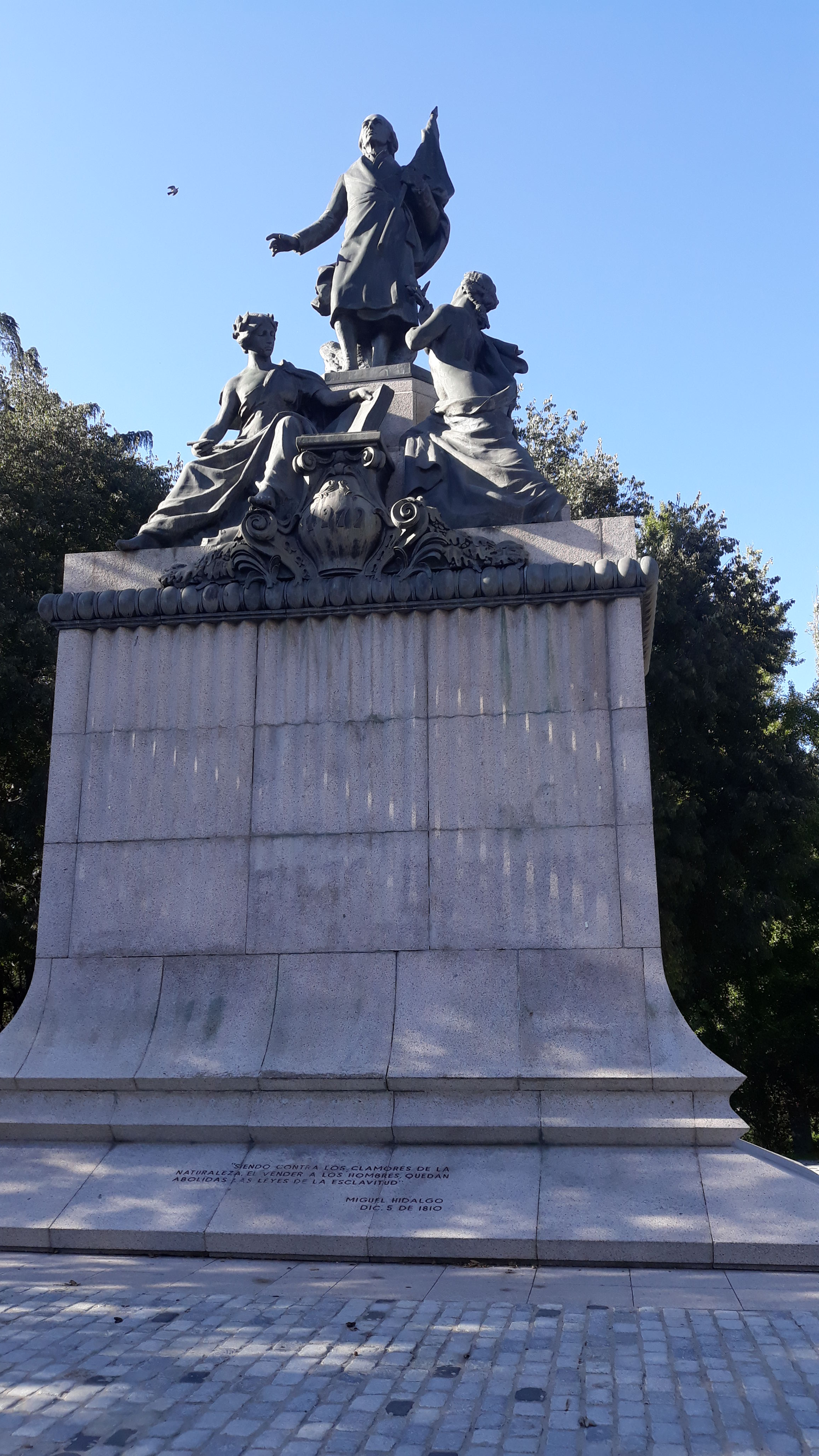
Denkmal für Miguel Hidalgo, Madrid

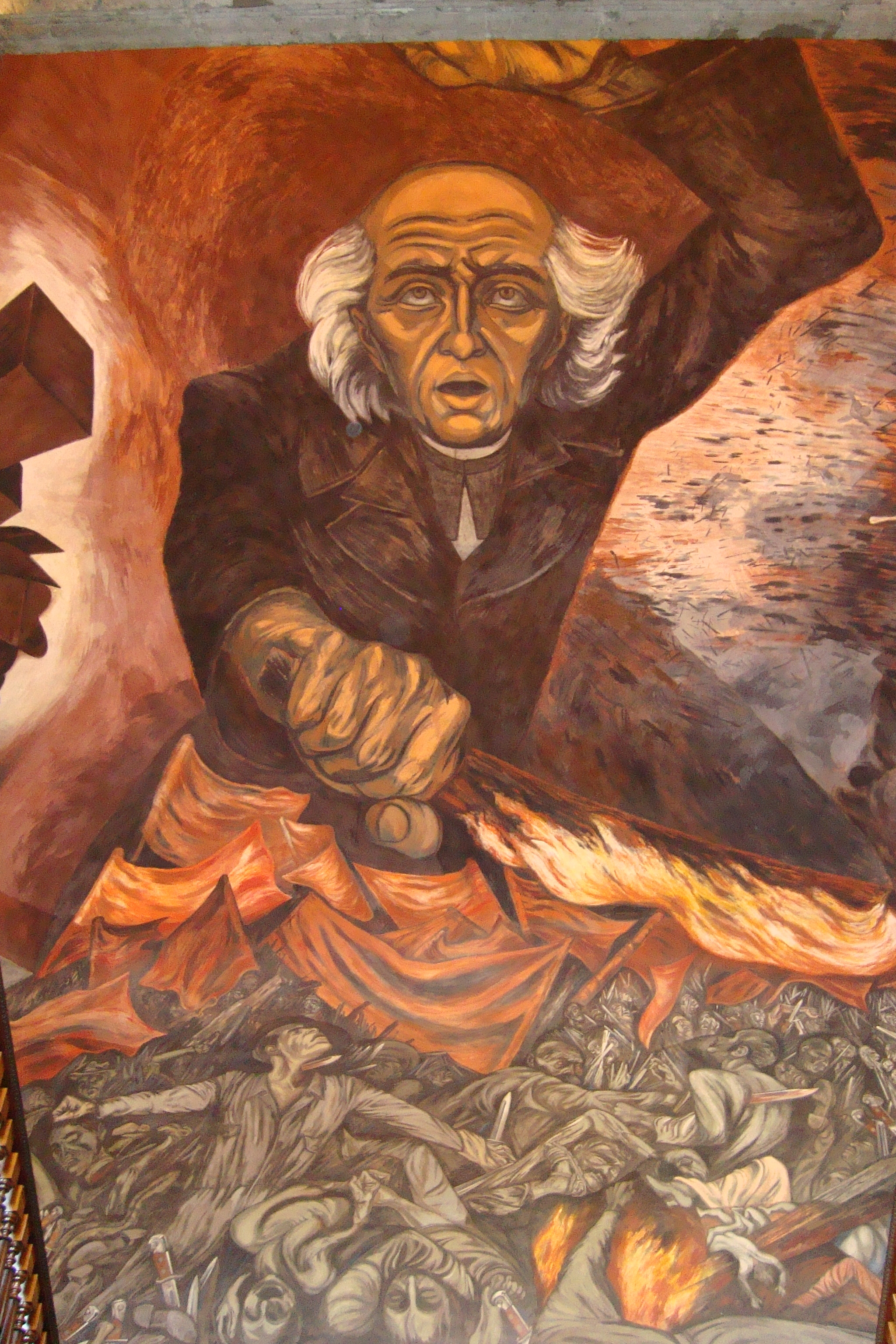
Miguel Hidalgo, Muralismo von José Clemente Orozco im Palacio de Gobierno, Guadalajara

Miguel Gregorio Antonio Ignacio Hidalgo y Costilla y Gallaga Mondarte Villaseñor (* 8. Mai 1753 auf der Hacienda de Corralejo bei Pénjamo im Bundesstaat Guanajuato; † 30. Juli 1811 in Chihuahua) war ein mexikanischer Priester, Gelehrter und gilt, mit dem Grito de Dolores, als der geistige Vater der Insurrektion, die in den Mexikanischen Unabhängigkeitskrieg führte.

## Leben
Miguel Hidalgo wurde am 8. Mai 1753 als zweites von vier Kindern des Kreolen Cristóbal Hidalgo und der Ana María Gallaga geboren. Seine Kindheit verbrachte er auf dem Landgut San Diego Corralejo. Der erste Schicksalsschlag war der Tod seiner Mutter im Jahre 1762, als er kaum acht Jahre alt war. Einige Monate später heirate sein Vater Jerónima Ramos, und die Kinder aus erster Ehe siedelten zu ihrem Großonkel mütterlicherseits über, dem Pfarrer von Coenes. Der Großonkel sorgte für die Bildung der Kinder und schickte Hidalgo 1765 mit 12 Jahren an das Kolleg von San Nicolas in Valladolid, heute Morelia. Während seines Studiums befasste er sich intensiv mit den revolutionären Ideen seines berühmten Lehrers Francisco Javier Clavijero, dem Autor der ersten Geschichte Mexikos und Vertreter der neuen nationalen Bewegung, die eine wichtige Rolle im Befreiungskampf spielen sollte.
Im Jahr 1770 schloss er das Studium der freien Künste ab und verließ das Kolleg, an dem er wegen seines Scharfsinns und seiner Kenntnisse den Spitznamen „Zorro“ (span. Fuchs) bekommen hatte. Im Alter von 20 Jahren ging er 1773 nach Mexiko-Stadt und erwarb dort den Abschluss in Philosophie und Theologie. 1778 wurde er zum Priester geweiht. Im Jahr 1785 kehrte er nach Valladolid zurück und wurde zum Professor der Theologie ernannt, später zum Rektor der Universität. Einen Monat nach der Ernennung wurde er von der Inquisition der Häresie beschuldigt und musste das Rektorat niederlegen und das Amt eines Gemeindepfarrers in Colima annehmen, wo er am 24. März 1792 eintraf.
Gleichzeitig verließ Hidalgo seine Lebensgefährtin Manuela Ramos Pichardo, die ihm zwei Kinder geschenkt hatte. In Colima ging er weiter seinen Studien nach und richtete seine Interessen auf die Vorgänge in Amerika und Europa, wobei er sich intensiv mit den Ideen der Enzyklopädisten und der Freimaurer befasste.
1793 übernahm er das Pfarramt in San Felipe Torresmochas, wo er bis zum Jahre 1800 blieb, als er infolge des seit 1780 andauernden Prozesses suspendiert wurde. Es gelang Hidalgo, sich durch mehrere Reisen nach Mexiko-Stadt von den Vorwürfen zu befreien.
Im Jahr 1803 wurde er mit 50 Jahren zum Pfarrer der wohlhabenden Gemeinde Dolores ernannt. Mit den beträchtlichen Einnahmen von 8000 bis 9000 Pesos jährlich war es ihm möglich, seine Aufgaben in der Pfarrei auf den Priester Francisco Iglesias zu übertragen und sich seinem Hauptinteresse zu widmen, dem Studium und der wirtschaftlichen Förderung der Gemeinde. Auf eigene Kosten errichtete er Werkstätten für Töpferei und Gerberei, führte Bienenzucht und Seidenraupen ein, pflanzte Weinstöcke für die Weinerzeugung und Olivenhaine. Daneben gründete er ein Orchester und ein Theater, in dem von ihm übersetzte Werke von Molière und Racine aufgeführt wurden. Seine freimütige Kritik an der Kirche führten zu seiner Denunziation durch seinen Vikar, woraufhin ein neuer Ketzerprozess eingeleitet wurde, der aber nach kurzer Zeit eingestellt wurde. Seine wissenschaftlichen Kenntnisse machten ihn zum bekanntesten Gelehrten in ganz Michoacán.
Im Jahr 1806, auf einer seiner Reisen nach Mexiko-Stadt, trat Hidalgo einer Loge der Freimaurer bei. 1808 schloss er sich einem Geheimbund an, den „Guadalupanos“, der sich zum Ziel gesetzt hatte, Mexiko von der spanischen Herrschaft zu befreien. Die Urheber dieses Geheimbundes waren Ignacio Allende aus San Miguel el Grande, Juan Aldama und Mariano Abasolo. Allende machte Hidalgo bei seinen Besuchen in Dolores mit den Ideen des Geheimbunds vertraut. Während jedoch Allende die Monarchie unterstützte, zeigte Hidalgo starke Sympathie für eine Republik nach dem Vorbild der Vereinigten Staaten von Amerika.
Der Plan des Geheimbundes bestand darin, an einem Tag alle Spanier zu verhaften und eine nationale Regierung einzurichten. Falls der Plan scheiterte, wollte man die Hilfe der Vereinigten Staaten oder Frankreichs erbitten. Als Tag des Aufstands wurde der 1. Oktober 1810 festgelegt.
Bei einem Versuch am 13. September, Mitglieder der Garnison von Guanajuato anzuwerben, wurde der Plan des Geheimbundes an den Garnisonsbefehlshaber verraten. Daraufhin sollten die Verschwörer verhaftet werden. Als jedoch gleichzeitig der Corregidor von Querétaro, Miguel Domínguez, von diesem Vorhaben unterrichtet wurde, gelang es seiner Frau – der späteren Nationalheldin Mexikos, Josefa Ortiz de Domínguez –, den Bürgermeister zu informieren, der sofort nach San Miguel ritt, um die Verschwörer zu warnen.
Im Morgengrauen des 16. Septembers kamen die Verschwörer zu dem Schluss, eine Revolution zu beginnen. Hidalgo ließ die Kirchenglocken läuten, um die Kirchengemeinde zum Kampf aufzurufen (Grito de Dolores), während Allende und Aldama zum Gefängnis gingen, um die Gefangenen zu befreien. An der Schwelle der Kirche von Dolores rief Hidalgo zu einem Kreuzzug gegen die spanischen Besatzer auf und sammelte zunächst etwa 600 Menschen um sich.
Binnen weniger Tage hatte er die Städte Celaya und  San Miguel El Grande gewaltlos eingenommen. In Guanajuato kam es zum ersten Kampf mit in einem Kornspeicher (Alhóndiga de Granaditas) verschanzten königstreuen Truppen, welche aber besiegt werden konnten. Einen Monat später hatte er auch Guadalajara eingenommen. Am 17. Januar 1811 wurde seine Armee von Félix María Calleja del Rey in der Schlacht von Puente de Calderón in der Nähe von Guadalajara trotz großer Überzahl von den disziplinierten spanischen Truppen geschlagen. Hidalgo wurde etwas später gefangen genommen, von der Spanischen Inquisition verhört, zum Tode verurteilt und hingerichtet. Sein Kopf wurde zusammen mit denen von Allende, Aldama und José Mariano Jiménez an jeweils einer Ecke der Alhóndiga de Granaditas in einem Käfig zehn Jahre lang ausgestellt.

## Gedenken
Seit 1824 ist der 16. September – der Tag, an dem Hidalgo zum Kreuzzug aufrief – Nationalfeiertag.
Mexiko prägte mehrmals Kursmünzen mit dessen Porträt. Darüber hinaus ist er auf der Vorderseite der 1000-Peso-Banknote von Mexiko zu sehen.

## Namensgeber
Nach Miguel Hidalgo wurden der mexikanische Bundesstaat Hidalgo, die Städte Ciudad Hidalgo, Dolores Hidalgo, Zamora de Hidalgo und Tejupilco de Hidalgo, das Fußballstadion Estadio Hidalgo des CF Pachuca sowie der Asteroid 944 Hidalgo benannt.